# 함양 열녀 밀양박씨 지려
함양 열녀 밀양박씨 지려는 대한민국 경상남도 함양군 함양읍 대덕리에 있는, 연암 박지원(1737∼1805)이 안의 현감으로 있을 때, 중인 신분에도 열부로서 인근 고을까지 널리 알려진 임술증의 처 밀양 박씨에 대한 내용을 한문소설화한 정려비이다. 1997년 1월 30일 경상남도의 문화재자료 제240호로 지정되었다.

## 개요
연암 박지원(1737∼1805)이 안의 현감으로 있을 때, 중인 신분에도 열부로서 인근 고을까지 널리 알려진 임술증의 처 밀양 박씨에 대한 내용을 한문소설화한 정려비이다.
정려비 비문은 정여창 선생의 7대손인 청하 현감 정덕제가 지었다. 두 번 옮긴 기록이 있으며, 박지원의 『박열부전』을 지은 1793년보다 4년 뒤인 정조 21년(1797)에 세웠다. 그리고 1932년에 지금 있는 자리로 옮겼다.
이것은 연암의 12편 한문소설 중 실화를 소설로 쓴 것 중에 남겨진 유일한 작품이다. 이 외에도 박씨에 대한 소설로 윤광석·이면제·이학전·응윤 스님의 『박열부전』이 있다. 이는 동시대의 사실적 내용을 유학 측면과 행정관리 측면, 불교에서 바라본 유학적이고 실존적인 시대 상황을 평하는 글들로 분석되고 있어, 국문학적 의미에서 크게 평가 받고 있다.

## 참고 문헌
- 함양 열녀 밀양박씨 지려 - 국가유산청 국가유산포털